# Foreign Intelligence Surveillance Act
Le Foreign Intelligence Surveillance Act (FISA) est une loi du Congrès des États-Unis de 1978 décrivant les procédures des surveillances physiques et électronique, ainsi que la collecte d'information sur des puissances étrangères soit directement, soit par l'échange d'informations avec d'autres puissances étrangères.

## Principaux amendements
Cette loi a été amendée à plusieurs reprises depuis les attentats du 11 septembre 2001 :
- En 2001, la loi a été amendée par le USA PATRIOT Act, notamment afin d'inclure les groupes terroristes qui ne sont pas spécifiquement soutenus par un gouvernement étranger.
- Le Protect America Act (en) de 2007 a été promulguée le 5 août 2007[1]. Il a expiré le 17 février 2008.
- Le FISA Amendments Act of 2008 a été voté par le Congrès des États-Unis le 9 juillet 2008[2]. Le 28 décembre 2012, le Sénat des États-Unis a voté l'extension de la loi jusqu'au 31 décembre 2017[3].
- En janvier 2018, le Congrès a encore prolongé la loi pour six ans[4].
- En avril 2024, la loi est de nouveau prolongée par le Congrès pour une durée de 2 ans[5].